# Juliane Brauer
Juliane Brauer (* 1975) ist eine deutsche Historikerin und Geschichtsdidaktikerin.

## Leben
Von 1996 bis 2001 studierte sie Neuere/Neueste Geschichte, Alte Geschichte und Musikwissenschaft an der Humboldt-Universität zu Berlin. Nach der Promotion 2007 zum Dr. phil. am Otto-Suhr-Institut der FU Berlin war sie von 2008 bis 2010 wissenschaftliche Mitarbeiterin im Projekt „Zeugen der Shoah. Das Visual History Archive in der schulischen Bildung“, der Freien Universität Berlin. Von 2010 bis 2020 war sie wissenschaftliche Mitarbeiterin am Max-Planck-Institut für Bildungsforschung, Berlin, im Forschungsbereich „Geschichte der Gefühle“. Nach der Habilitation 2019 (Venia legendi für Neuere und Neueste Geschichte) an der TU Dresden war sie von 2020 bis 2021 Professorin für Geschichtsdidaktik an der Universität Hildesheim. Seit Oktober 2021 hat sie die Professur für Geschichte und ihre Didaktik an der Bergischen Universität Wuppertal inne.
Ihre Forschungsfelder sind Emotionen und historisches Lernen, Musik im Geschichtsunterricht, Imagination und historisches Lernen, digitale Geschichtskulturen, historische Zukunftsforschung und temporality, Heimatgefühle im 19./20. Jahrhundert und Geschichte der Kindheit und Jugend im 19. und 20. Jahrhundert.

## Schriften (Auswahl)
- Lied und Musik im Geschichtsunterricht. Frankfurt am Main 2021, ISBN 978-3-7344-1214-1.
- mit Maren Röger, Sabine Stach: Spielen im Staatssozialismus. Zwischen Sozialdisziplinierung und Vergnügen (= Jahrbuch für historische Kommunismusforschung, 2021), Berlin 2021.
- Zeitgefühle. Wie die DDR ihre Zukunft besang. Bielefeld 2020, ISBN 978-3-8376-5285-7.
- mit Ute Frevert, Pascal Eitler, Stephanie Olsen, Uffa Jensen, Margrit Pernau, Daniel Brückenhaus, Magdalena Beljan, Benno Gammerl, Anja Laukötter, Bettina Hitzer, Jan Plamper und Joachim C. Häberlen: Learning how to feel. Children's literature and emotional socialization, 1870–1970. Oxford 2014, ISBN 978-0-19-968499-1; deutsch: Wie Kinder fühlen lernten. Kinderliteratur und Erziehungsratgeber 1870–1970. Weinheim/Basel 2021.
- mit Martin Lücke (Hrsg.): Emotionen, Geschichte und historisches Lernen. Geschichtsdidaktische und geschichtskulturelle Perspektiven. Tagung im Sommer 2011 im Max-Planck-Institut für Bildungsforschung. Göttingen 2013, ISBN 3-8471-0064-5.
- Musik im Konzentrationslager Sachsenhausen. Berlin 2009, ISBN 978-3-940938-16-9.